# Найдовший день (фільм)
Найдовший день (англ. The Longest Day) — фільм американського режисера Дерріла Занука, що розповідає про висадку союзників у Нормандії. В основі кінокартини лежить однойменний твір Корнеліуса Раяна.

## Сюжет
Кінофільм розповідає про події 6 червня 1944 року, коли поблизу містечка Сент-Мер-Егліз висадився американський десант, 82-ша та 101-ша дивізії.
Фільм складається з трьох частин:
- підготовка союзників до висадки, очікування на поліпшення погоди;
- пересування масивної армади через Ла-Манш, попередній викид парашутистів і командос у тил ворога;
- штурм пляжів Нормандії.

Зображення найважливішого вторгнення з боку сил союзників перемежується діями у відповідь німців, які виявили армаду: «Ці тисячі кораблів, яких, як ви говорили, у союзників немає, ну, так вони вже тут!» — повідомляє німецький офіцер до штабу армії.

## Нагороди та досягнення
- 1962 — премія Національної ради кінокритиків США за найкращий фільм
- 1963 — дві премії «Оскар» — за найкращу чорно-білу операторську роботу (Жан Бургуан, Вальтер Воттіц) та найкращі спецефекти (Роберт Макдональд, Жак Момон), а також три номінації: за найкращий фільм (Дерріл Ф. Занук), найкращий монтаж (Семюел I. Бітлі), найкращу роботу художників та декораторів у чорно-білому фільмі (Тед Хоуорт, Леон Борсак, Вінсент Корда, Габріель Бешир).
- 1963 — премія «Золотий глобус» за найкращу чорно-білу операторську роботу (Жан Бургуан, Вальтер Воттіц, Анрі Персен), а також номінація за найкращий драматичний фільм
- 1963 - премія "Давід ді Донателло" за кращу закордонну постановку (Дерріл Ф. Занук)
- 1963 - номінація на премію Гільдії режисерів США (Ендрю Мартон, Кен Аннакін, Бернхард Віккі)